# Iván Chernyshov

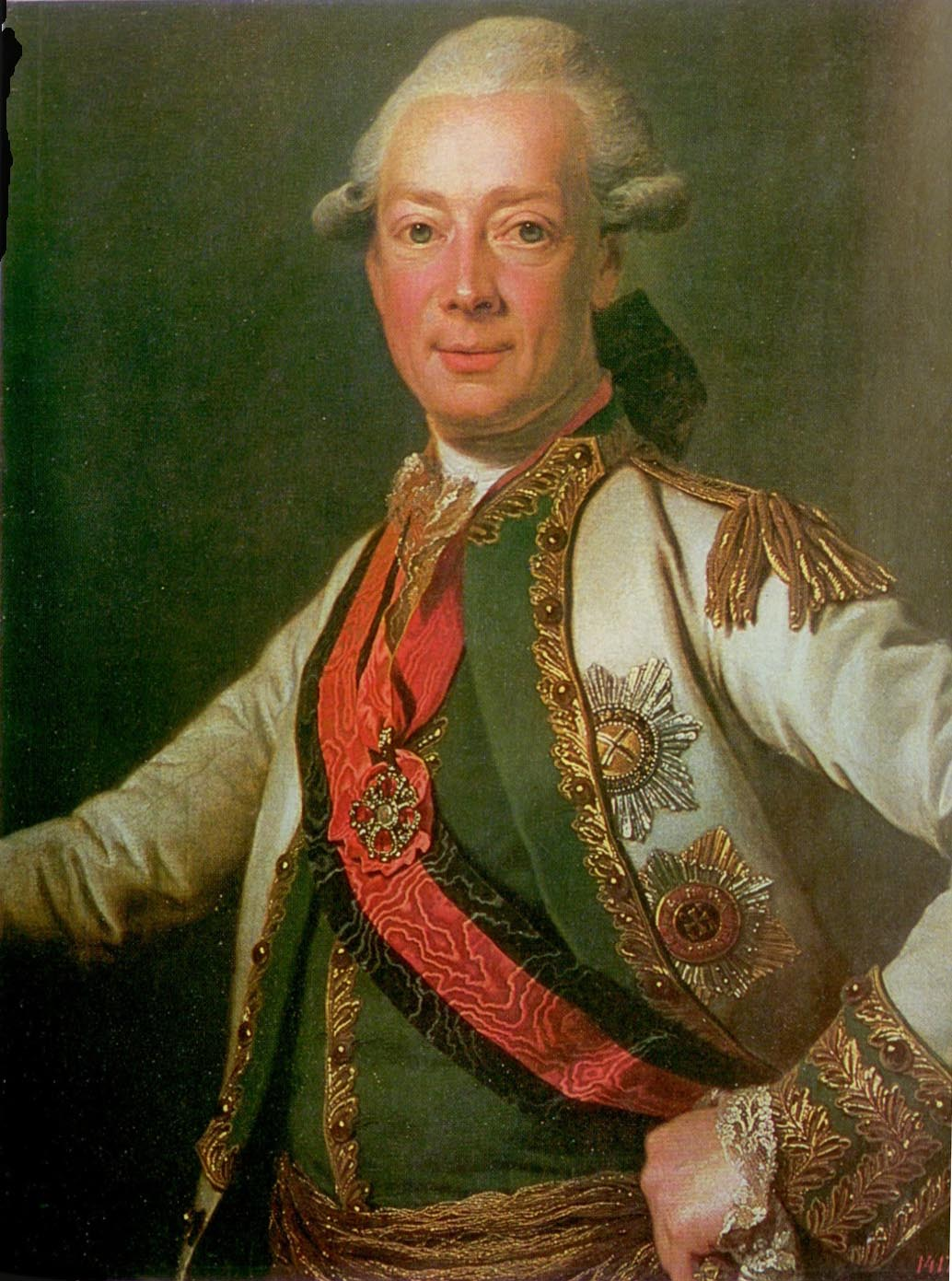
Conde Iván Tchernyshov.

El Conde Iván Grigoryevich Chernyshov (1726-1797) (también: Chernyshyov, Tchernyshov y Chernyshev; en ruso: Иван Григорьевич Чернышёв) fue un Mariscal de Campo y Almirante general ruso, prominente durante el reinado de la emperatriz Catalina la Grande.

## Biografía
Empezó su carrera sirviendo a las órdenes de su hermano más ilustre Zakhar Chernyshov en las misiones rusas en Copenhague (1741) y Berlín (1742-45). En 1749 se le ordenó abandonar el servicio diplomático y casarse con la Condesa Elizabeth Yefimovskaya, una prima de la emperatriz Isabel.
Todos tres hermanos Chernyshov respaldaron a Catalina en el golpe que la puso en el trono ruso en 1762, tras el asesinato de su marido, Pedro III. Fueron generosamente recompensados por su lealtad.
Catalina II primero designó a Iván Chernyshov para servir en el Senado de Gobierno. En 1768, Chernyshov fue designado con el rol de Jefe Plenipotenciario en Londres. A su retorno a Rusia dos años más tarde, fue hecho vicepresidente del Almirantazgo; una posición que retuvo hasta 1796. Estando en términos amistosos con Nikita Panin, el tutor y más estrecho consejero del futuro emperador Pablo, fue promovido al rango de Mariscal de Campo de la Armada tras la ascensión de este último en el trono. Para ese tiempo, la salud de Chernyshov se estaba deteriorando y llevaba cinco años viviendo en el extranjero.

## Familia

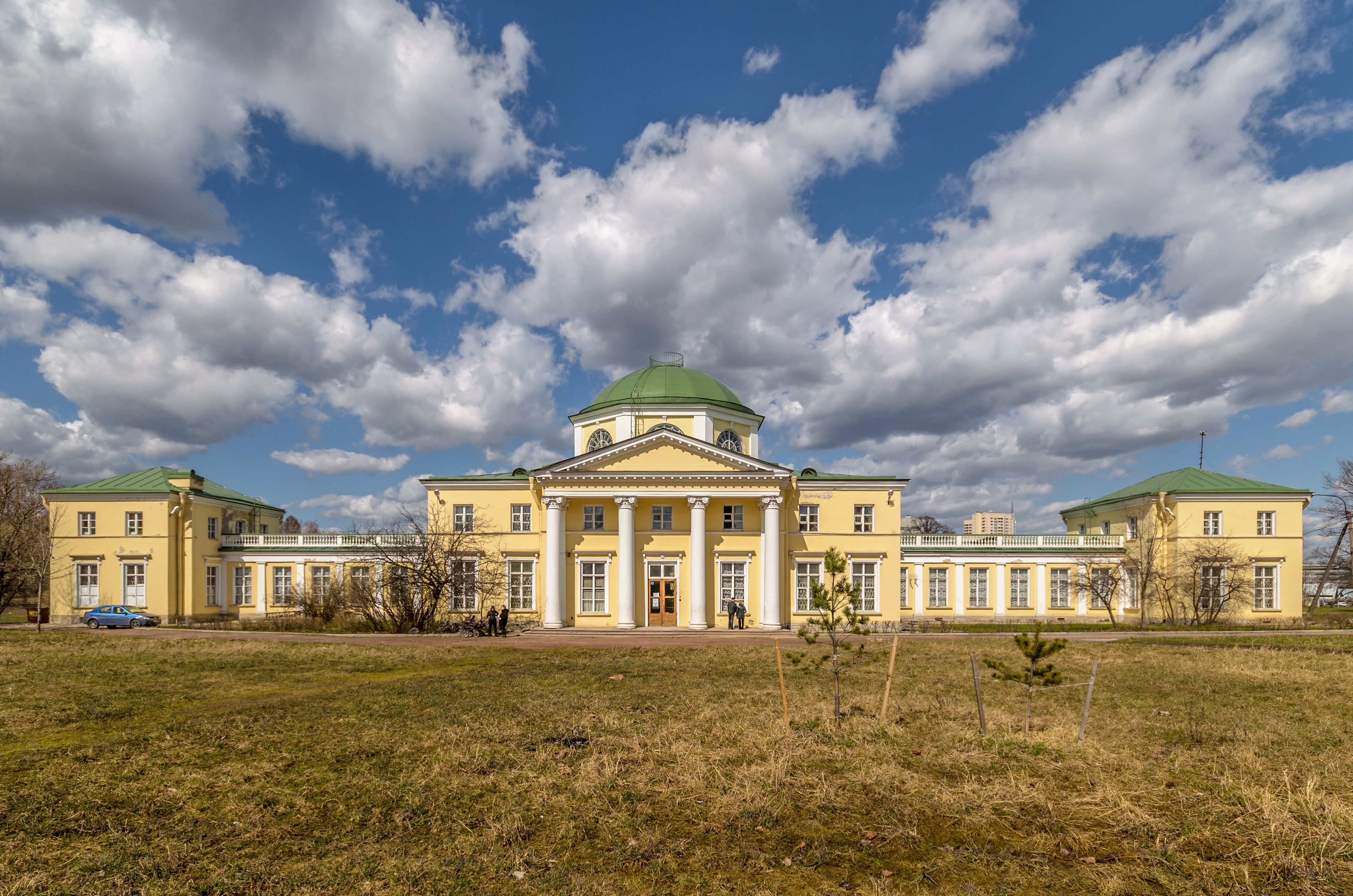
Aleksandrino, finca del Conde Chernyshov.

Dos de los nietos del Mariscal de Campo estuvieron ligados al complot de Decembristas para derribar al zar Nicolás I en 1825. Su nieto, Zakhar Grigoryevich Chernyshov, fue un participante activo en el alzamiento. La hermana de Zakhar, Alexandra ("Alexandrine") Chernysheva, contrajo matrimonio con el autor de la constitución decembrista, Nikita Muravyov.
La sobrina de Chernyshov, Natalya Petrovna Galitzine, más conocida en la corte rusa como la "Princesa Moustache", fue romantizada por Pushkin bajo el nombre de La Reina de Picas en su historia epónima de 1834.